# Thunderbird Classic 1975
Il Thunderbird Classic 1975 è stato un torneo di tennis giocato sul cemento. È stata la 5ª edizione del torneo, che fa parte del Women's International Grand Prix 1975. Si è giocato a Phoenix negli USA, dal 6 al 12 ottobre 1975.

## Campionesse

### Singolare
Nancy Richey ha battuto in finale  Virginia Wade con il punteggio di 4–6, 7–5, 6–4

### Doppio
Françoise Dürr /  Betty Stöve hanno battuto in finale  Rosie Casals /  Martina Navrátilová con il punteggio di 6–7, 6–4, 6–0